# کردنوس (دهانه)
کردنوس یک دهانه برخوردی در ماه است.

## دهانه‌های اقماری
این دهانه ۷ دهانه اقماری دارد.
| Cardanus | عرض جغرافیایی | طول جغرافیایی | قطر          |
| -------- | ------------- | ------------- | ------------ |
| C        | ۱۱٫۳° N       | ۷۶٫۲° W       | ۱۴٫۰ کیلومتر |
| B        | ۱۱٫۴° N       | ۷۳٫۸° W       | ۱۳٫۰ کیلومتر |
| E        | ۱۲٫۷° N       | ۷۰٫۷° W       | ۶٫۰ کیلومتر  |
| G        | ۱۱٫۵° N       | ۷۴٫۹° W       | ۸٫۰ کیلومتر  |
| K        | ۱۴٫۲° N       | ۷۶٫۸° W       | ۸٫۰ کیلومتر  |
| M        | ۱۴٫۹° N       | ۷۷٫۱° W       | ۹٫۰ کیلومتر  |
| R        | ۱۲٫۳° N       | ۷۳٫۴° W       | ۲۱٫۰ کیلومتر |